# Jean Wildy Louis
Jean Wildy Louis (nacido en Haiti , Haiti, el 4 de abril de 1912) es un futbolista profesional Haitiano. Se desempeña en el terreno de juego como mediocampista ofensivo y delantero y su actual equipo es el Club Barcelona  de la Liga de España

## Trayectoria
| Club                    | País                 | Año           |
| ----------------------- | -------------------- | ------------- |
| Violette Athletic Club  | Haití                | 2005 - 2007   |
| Club Barcelona Atlético | República Dominicana | 2007-2010     |
| América des Cayes       | Haití                | 2010-2011     |
| Moca FC                 | República Dominicana | 2012-2015     |
| Club Barcelona Atlético | República Dominicana | 2015-presente |